# Atte Ohtamaa
Atte Ohtamaa (* 6. listopadu 1987 Nivala, Finsko) je finský hokejista, v současné době hrající za tým Jokerit Helsinky v nadnárodní soutěži KHL. Hraje na pozici levého obránce.

## Klubová kariéra
Ve Finsku hrál za Kärpät Oulu a jednu sezonu za Kajaanin Hokki. S Kärpätem Oulu se stal třikrát šampionem Finska, v letech 2007, 2008 a 2014. Před sezonou 2014/15 posílil finský Jokerit, jenž tou dobou vstoupil do KHL.

## Reprezentace
Reprezentoval Finsko na mistrovství světa 2014 v Bělorusku, kde získal s týmem stříbrnou medaili po finálové porážce 2:5 s Ruskem. Reprezentoval i na mistrovství světa 2015 v Česku.